# 2-й гвардейский штурмовой авиационный корпус
2-й гвардейский штурмовой авиационный Владимир-Волынский Краснознамённый орденов Суворова и Кутузова корпус (2-й гв. шак) — соединение Военно-Воздушных сил (ВВС) Вооружённых Сил РККА, принимавшее участие в боевых действиях Великой Отечественной войны.

## Наименования корпуса
- 3-й смешанный авиационный корпус[1];
- 1-й гвардейский смешанный авиационный корпус;
- 1-й гвардейский смешанный авиационный Владимир-Волынский корпус[2];
- 2-й гвардейский штурмовой авиационный Владимир-Волынский корпус;
- 2-й гвардейский штурмовой авиационный Владимир-Волынский Краснознамённый корпус;
- 2-й гвардейский штурмовой авиационный Владимир-Волынский Краснознамённый ордена Суворова корпус;
- 2-й гвардейский штурмовой авиационный Владимир-Волынский Краснознамённый орденов Суворова и Кутузова корпус.

## Создание корпуса
2-й гвардейский Владимир-Волынский штурмовой авиационный корпус создан 28 сентября 1944 года путём преобразования из 1-го гвардейского смешанного Владимир-Волынского авиационного корпуса

## В действующей армии
- с 28 сентября 1944 года по 11 мая 1945 года[4]

## В составе объединений
| Объединение                                  | Период                  |
| -------------------------------------------- | ----------------------- |
| 2-я воздушная армия 1-го Украинского фронта  | 28.09.1944 — 10.06.1945 |
| 2-я воздушная армия Центральной Группы Войск | 10.06.1945 -            |

## Соединения, части и отдельные подразделения корпуса
- 5-я гвардейская Запорожская Краснознамённая штурмовая авиационная дивизия[5][6]
  - 93-й гвардейский штурмовой авиационный Рава-Русский ордена Богдана Хмельницкого полк
  - 94-й гвардейский штурмовой авиационный Владимир-Волынский ордена Богдана Хмельницкого полк
  - 95-й гвардейский штурмовой авиационный Рава-Русский Краснознамённый полк
- 6-я гвардейская Запорожская ордена Богдана Хмельницкого штурмовая авиационная дивизия[5][6]
  - 108-й гвардейский штурмовой авиационный Рава-Русский ордена Суворова полк
  - 109-й гвардейский штурмовой авиационный Владимир-Волынский ордена Богдана Хмельницкого полк
  - 110-й гвардейский штурмовой авиационный Висленский ордена Александра Невского полк
- 11-я гвардейская Днепропетровская Краснознамённая ордена Богдана Хмельницкого истребительная авиационная дивизия[5][6]
  - 5-й гвардейский Берлинский Краснознамённый ордена Богдана Хмельницкого истребительный авиационный полк
  - 106-й гвардейский Висленский орденов Кутузова и Александра Невского истребительный авиационный полк
  - 107-й гвардейский Одерский ордена Александра Невского истребительный авиационный полк
- 2-я гвардейская отдельная авиационная эскадрилья связи[4]
- 20-я гвардейская отдельная рота связи[4]
- 32-й отдельный взвод аэрофотослужбы[4]
- 1804-я военно-почтовая станция[4]

## Командир корпуса
- Генерал-майор авиации Слюсарев Сидор Васильевич с 28 сентября 1944 года по 12 октября 1944 года
- Генерал-майор авиации Иванов Андрей Андреевич с 13 октября 1944 года по 22 октября 1944 года. (Умер)
- Генерал-майор авиации Слюсарев Сидор Васильевич с 4 ноября 1944 года по январь 1946 года

## Начальник штаба корпуса
- полковник Назаров Михаил Максимович

## Участие в операциях и битвах
- Висло-Одерская операция[7] с 12 января 1945 года по 3 февраля 1945 года
- Нижне-Силезская операция[7] с 8 февраля 1945 года по 24 февраля 1945 года
- Верхне-Силезская наступательная операция[7] с 15 марта по 31 марта 1945 года
- Берлинская операция[7] с 16 апреля 1945 года по 8 мая 1945 года
- Пражская операция[7] с 5 мая 1945 года по 12 мая 1945 года

## Почётные наименования
- 5-му гвардейскому Краснознамённому истребительному авиационному полку присвоено почётное наименование «Берлинский»[8]
- 107-му гвардейскому истребительному авиационному полку присвоено почётное наименование «Одерский»[9]

## Награды
- 2-й гвардейский штурмовой авиационный Владимир-Волынский корпус Указом Президиума Верховного Совета СССР от 19 февраля 1945 года за образцовое выполнение заданий командования в боях с немецкими захватчиками, за овладение городом Пиотркув (Петроков) и проявленные при этом доблесть и мужество награждён орденом «Красного Знамени»[10].
- 2-й гвардейский штурмовой авиационный Владимир-Волынский корпус Указом Президиума Верховного Совета СССР от 4 июня 1945 года за образцовое выполнение заданий командования в боях с немецкими захватчиками при освобождении города Праги и проявленные при этом доблесть и мужество награждён орденом Кутузова II степени.
- 2-й гвардейский штурмовой авиационный Владимир-Волынский корпус Указом Президиума Верховного Совета СССР от 4 июня 1945 года за образцовое выполнение заданий командования в боях с немецкими захватчиками при овладении столицей Германии городом Берлин и проявленные при этом доблесть и мужество награждён орденом Суворова II степени[11].
- 5-я гвардейская Запорожская Краснознамённая штурмовая авиационная дивизия Указом Президиума Верховного Совета СССР награждена орденом Суворова II степени.
- 6-я гвардейская Запорожская ордена Богдана Хмельницкого II степени штурмовая авиационная дивизия Указом Президиума Верховного Совета СССР награждена орденом Боевого Красного Знамени.
- 11-я гвардейская Днепропетровская истребительная авиационная дивизия Указом Президиума Верховного Совета СССР награждена орденом Боевого Красного Знамени.
- 11-я гвардейская Днепропетровская истребительная авиационная дивизия Указом Президиума Верховного Совета СССР награждена орденом Богдана Хмельницкого II степени.
- 93-й гвардейский Рава-Русский штурмовой авиационный полк Указом Президиума Верховного Совета СССР награждён орденом Богдана Хмельницкого III степени.
- 94-й гвардейский Владимир-Волынский штурмовой авиационный полк Указом Президиума Верховного Совета СССР награждён орденом Богдана Хмельницкого III степени.
- 95-й гвардейский Рава-Русский штурмовой авиационный полк Указом Президиума Верховного Совета СССР награждён орденом Боевого Красного Знамени.
- 106-й гвардейский Висленский истребительный авиационный полк Указом Президиума Верховного Совета СССР от 28 мая 1945 года награждён орденом Александра Невского.
- 106-й гвардейский Висленский ордена Александра Невского истребительный авиационный полк Указом Президиума Верховного Совета СССР от 4 июня 1945 года награждён орденом Кутузова III степени.
- 107-й гвардейский Одерский истребительный авиационный полк Указом Президиума Верховного Совета СССР от 28 мая 1945 года награждён орденом Александра Невского.
- 108-й гвардейский Рава-Русский штурмовой авиационный полк Указом Президиума Верховного Совета СССР награждён орденом Суворова III степени.
- 109-й гвардейский Владимир-Волынский штурмовой авиационный полк Указом Президиума Верховного Совета СССР награждён орденом Богдана Хмельницкого III степени.
- 110-й гвардейский Висленский штурмовой авиационный полк Указом Президиума Верховного Совета СССР от 28 мая 1945 года награждён орденом Александра Невского.

## Благодарности Верховного Главнокомандующего
Верховным Главнокомандующим объявлены благодарности:
- за овладение городом Пиотркув (Петроков)[12]
- за овладение городами Крайцбург, Розенберг, Питшен, Ландсберг и Гуттентаг[13]
- за овладение городами Лигниц, Штейнау, Любен, Гайнау, Ноймаркт и Кант[14]
- за овладение городами Нейштедтель, Нейзальц, Фрейштадт, Шпроттау, Гольдберг, Яуэр, Штригау[15]
- за овладение городами Грюнберг, Зоммерфельд и Зорау[16]
- за овладение городом и крепостью Глогау[17]
- за овладение городами Эссен, Кирххайн, Фалькенберг, Мюльберг, Пульснитц[18]
- за ликвидацию группы немецких войск, окружённой юго-восточнее Берлина[19]
- за овладение городом Берлин[20]
- за овладение городом Дрезден[21]
- за освобождение города Прага[22]